# غولوغ
غولوغ (بالإنجليزية: Golug)‏ هي بلدة تقع في الصين في Nagqu County. يقدر عدد سكانها بـ
- نسمة .